# 慶順王
慶順王（けいじゅんおう、? - 紀元前342年）は、箕子朝鮮の第35代の王（在位：紀元前361年 - 紀元前342年）。慶順王は諡で、諱は華。王位は嘉徳王（詡）が継承。